# Giovanni Cossa

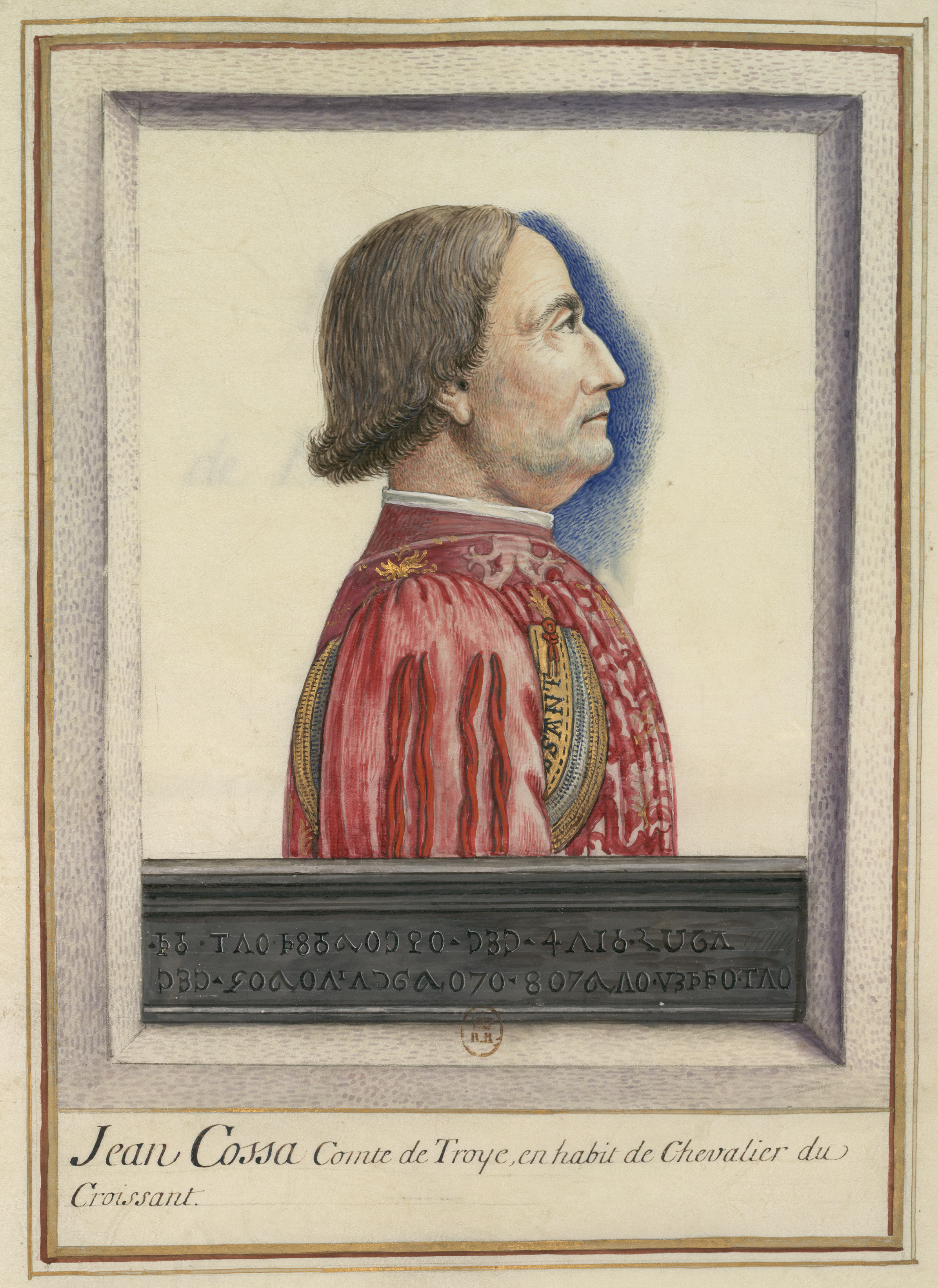
Giovanni Cossa als ridder in de Ordre du Croissant, portret in het manuscript Passio Mauricii et sotiorum ejus (1453)

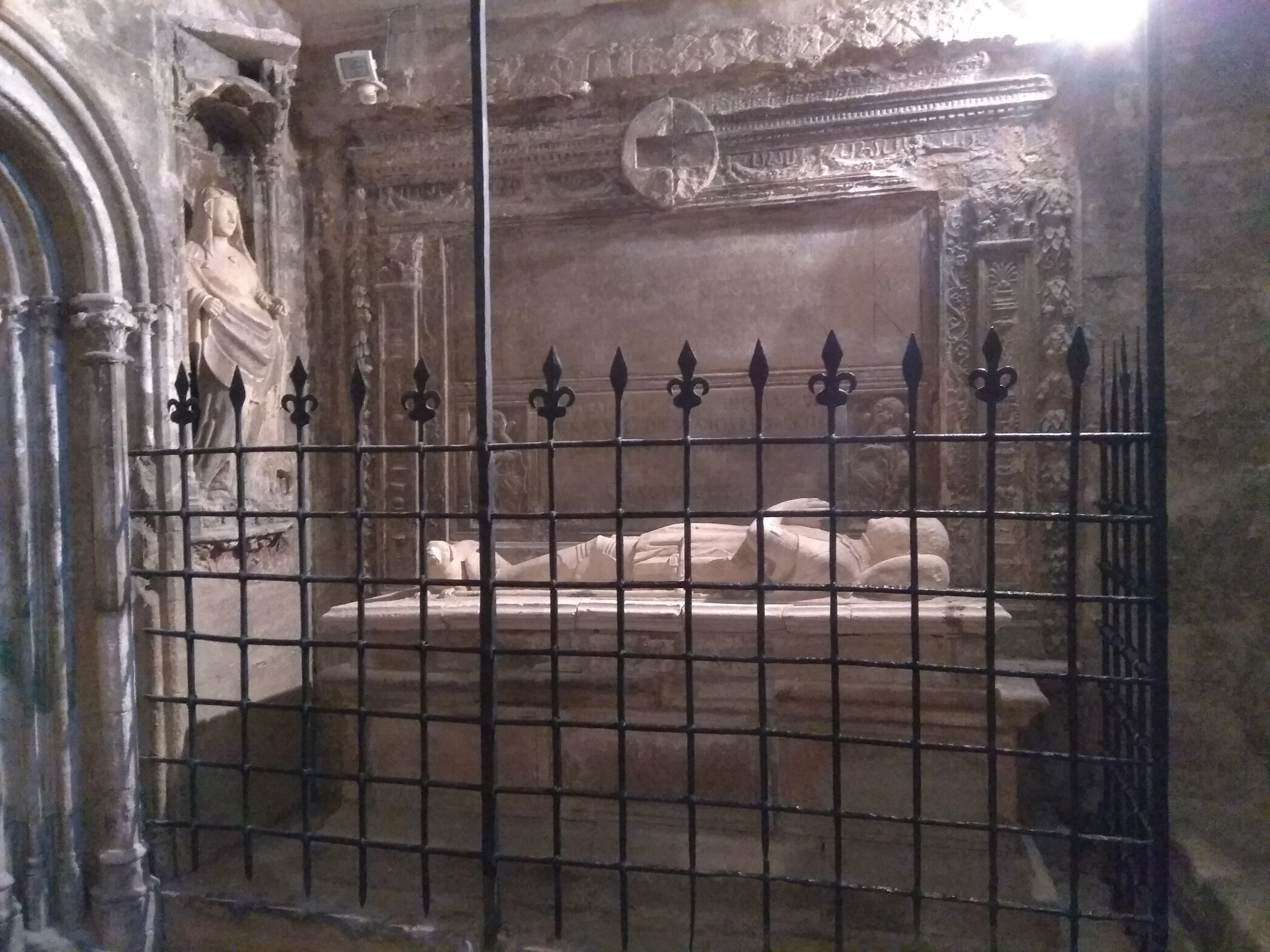
Grafmonument met gisant van Giovanni Cossa, toegeschreven aan beeldhouwer Francesco Laurana en beschermd als monument historique in 1840

Giovanni Cossa (in Frankrijk bekend als Jean (de) Cossa, Ischia, ca. 1400 - Tarascon, 30 oktober 1476) was een van oorsprong Napolitaans functionaris in het graafschap Provence en een vertrouweling van graaf René I van Anjou.
Cossa was een neef van Balthasar Cossa, die in 1410 werd gekozen als (tegen)paus Johannes XXIII. Dankzij de steun van zijn oom kwam Cossa in dienst van Lodewijk III van Anjou, koning van Napels en graaf van Provence. De Cossa's steunden de aanspraken van Lodewijk III van Anjou op de troon van Napels. Lodewijk werd opgevolgd door René en Cossa trad in zijn dienst. Hij streed in zijn leger tijdens zijn vergeefse campagne om de troon van Napels te veroveren. Hij volgde René in 1442 naar de Provence en werd zijn kamerheer. In 1464 werd hij door René aangesteld als luitenant-generaal van de Provence en in 1470 tot seneschalk van de Provence. In deze functie stond hij aan het hoofd van de grafelijke administratie, zetelde hij in de raad van de graaf en trad hij op als zijn plaatsvervanger. René gelastte zijn vertrouweling meermaals met diplomatieke en militaire missies in Italië.
Uit erkentelijkheid schonk René aan Cossa langoederen in Grimaud, Marignane en Gignac. Hij kende hem ook de Ordre du Croissant toe, een ridderorde die René zelf in het leven had geroepen.
Cossa overleed in 1476 en werd begraven in de Sainte-Marthekerk van Tarascon waar een grafmonument voor hem werd opgericht.